# Blushing Groom
Blushing Groom (1974-1992) était un cheval de course pur-sang anglais né en France en 1974 des œuvres de Red God et Runaway Bride, par Wild Risk. Propriété de l'Aga Khan, il était entraîné par François Mathet et monté par le jockey Henri Samani avant de devenir un étalon influent.

## Carrière de courses
Acquis foal par l'Aga Khan, ce poulain alezan fut le champion de sa promotion. À 2 ans, après une troisième place pour ses débuts, il réussit à remporter les quatre grandes courses françaises réservées à sa génération : Prix Robert Papin (à l'époque classé Groupe 1), Prix Morny, Prix de la Salamandre et le Grand Critérium, un grand chelem qu'il est seulement le second poulain de l'histoire à réussir, six ans après le phénomène My Swallow. Il demeura invaincu l'année suivante, gagnant notamment la Poule d'Essai des Poulains, jusqu'à une tentative dans le Derby d'Epsom, sur une distance trop longue pour ses aptitudes, où il se classa troisième de The Minstrel. Il obtint ensuite le premier accessit du Prix Jacques Le Marois derrière Flying Water, sa dernière course avant d'être exporté comme étalon à Gainesway Farm, dans le Kentucky. Il fut élu meilleur 3 ans européen sur le mile et reçut un excellent rating de Timeform, 136.

### Résumé de carrière
| Date         | Hippodrome       | Pays        | Course                     | Statut      | Distance    | Jockey      | Place       | Écart       | Vainqueur ou deuxième |
| 1976, 2 ans  | 1976, 2 ans      | 1976, 2 ans | 1976, 2 ans                | 1976, 2 ans | 1976, 2 ans | 1976, 2 ans | 1976, 2 ans | 1976, 2 ans | 1976, 2 ans           |
| ------------ | ---------------- | ----------- | -------------------------- | ----------- | ----------- | ----------- | ----------- | ----------- | --------------------- |
| 6 juin       | Chantilly        | France      | Prix de Dorjumon           | Maiden      | 1 000 m     | H. Samani   | 3e          |             |                       |
| 30 juin      | Évry             | France      | Prix de Rochefort          | Maiden      | 1 100 m     | H. Samani   | 1er         | 6           |                       |
| 25 juillet   | Maisons-Laffitte | France      | Prix Robert Papin          | Gr. 1       | 1 100 m     | H. Samani   | 1er / 12    | 3/4         | River Dane            |
| 15 août      | Deauville        | France      | Prix Morny                 | Gr. 1       | 1 200 m     | H. Samani   | 1er / 11    | 3           | Water Boy             |
| 12 septembre | Longchamp        | France      | Prix de la Salamandre      | Gr. 1       | 1 400 m     | H. Samani   | 1er / 8     | 2           | Assez Cuite           |
| 10 octobre   | Longchamp        | France      | Grand Critérium            | Gr. 1       | 1 600 m     | H. Samani   | 1er / 10    | 4           | Amyntor               |
| 1977, 3 ans  |                  |             |                            |             |             |             |             |             |                       |
| 3 avril      | Longchamp        | France      | Prix de Fontainebleau      | Gr. 3       | 1 600 m     | H. Samani   | 1er / 6     | 2 ½         | Water Boy             |
| 24 avril     | Longchamp        | France      | Poule d'Essai des Poulains | Gr. 1       | 1 600 m     | H. Samani   | 1er / 6     | 3           | Pharly                |
| 1er juin     | Epsom            | Royaume-Uni | Derby                      | Gr. 1       | 2 400 m     | H. Samani   | 3e / 22     |             | The Minstrel          |
| 14 août      | Deauville        | France      | Prix Jacques Le Marois     | Gr. 1       | 1 600 m     | H. Samani   | 2e / 7      | 1/2         | Flying Water          |

## Au haras
Au haras, Blushing Groom allait s'affirmer comme un grand étalon. Parmi ses 522 produits, 305 ont remporté au moins une course, 93 sont "stakes winners" (vainqueurs d'une course importante) et 15 sont lauréats d'une course de groupe 1. Au total, sa production a accumulé près de 33 millions de dollars de gains. Il fut tête de liste des étalons en Angleterre et en Irlande 1989, et tête de liste des pères de mères en Angleterre et en Irlande en 1988 et 1995. Ses fils et filles se sont avérés eux-mêmes d'excellents reproducteurs, ce qui permet à Blushing Groom d'être présent dans les pedigrees de nombreux champions et de conserver une grande influence dans l'élevage contemporain. On lui doit en particulier le phénomène Arazi, l'un des plus brillants 2 ans de l'histoire des courses, le champion et grand étalon Rainbow Quest ou encore Nashwan. 
Parmi ses autres produits, citons : 
- Arazi : Prix de la Salamandre, Prix Morny, Grand Criterium, Breeders' Cup Juvenile. 2 ans de l'année aux États-Unis (1991), Cheval de l'année en Europe (1991), membre du Hall of Fame des courses françaises
- Nashwan : Derby, 2000 Guinées, King George, Eclipse Stakes
- Rainbow Quest : Prix de l'Arc de Triomphe, Coronation Cup
- Sky Beauty : lauréate de la triple couronne des pouliches américaines, membre du Hall of Fame des courses américaines
- Blushing John : Poule d'Essai des Poulains, cheval d'âge de l'année aux États-Unis en 1989
- Baillamont : Prix Jean Prat, Prix Ganay, Prix d'Ispahan
- Blush With Pride : Kentucky Oaks
- Runaway Groom : Travers Stakes, membre du Hall of Fame des courses canadiennes
- Gold Splash : Coronation Stakes, Prix Marcel Boussac
- Crystal Glitters : Prix d'Ispahan
- Groom Dancer Prix Lupin
- Nassipour : Canadian International Stakes
- Snow Bride : lauréate des Oaks et mère de Lammtarra

Blushing Groom a aussi donné les étalons de premier ordre Rahy et Candy Stripes (d'où Invasor), et s'est également illustré comme père de mères, puisque ses filles ont donné la phénoménale Goldikova (14 victoires en Groupe 1, dont un triplé dans la Breeders' Cup Mile), l'étoile filante Lammtarra, le champion et excellent étalon Awesome Again (Breeders' Cup Classic), le classique Kahyasi (Derby, Irish Derby) ou encore le champion japonais T M Opera O. 
Mort le 6 mai 1992, Blushing Groom repose à Gainesway Farm.

## Origines
Blushing Groom a fait la gloire de son père Red God. De naissance américaine, celui-ci fit d'abord carrière en Angleterre où il fut un bon 2 ans avant de repartir outre-Atlantique se préparer à une tentative dans la Triple Couronne. Mais un accident interrompit sa carrière, dont la suite fut plus modeste que ses glorieuses ambitions classiques. La mère de Blushing Groom était d'assez bonne famille. Sœur de Afayoon (Silver Shark), vainqueur du Prix Edmond Blanc (Gr.3) et de Flaming Heart (Sheshoon), qui gagna le Prix Minerve (Gr.3), elle donna d'autres bons éléments : Bayraan (Red God), deuxième d'un Prix de la Forêt,  Alliance (Alleged), placée des Prix de Flore et de Royaumont (Gr.3) et Nearlywed (Alleged), placée de groupe 3 aux États-Unis. 

### Pedigree
| Origines de Blushing Groom (FR), mâle alezan né en 1974 | Origines de Blushing Groom (FR), mâle alezan né en 1974 | Origines de Blushing Groom (FR), mâle alezan né en 1974 | Origines de Blushing Groom (FR), mâle alezan né en 1974 |
| ------------------------------------------------------- | ------------------------------------------------------- | ------------------------------------------------------- | ------------------------------------------------------- |
| Père Red God                                            | Nasrullah                                               | Nearco                                                  | Pharos                                                  |
| Père Red God                                            | Nasrullah                                               | Nearco                                                  | Nogara                                                  |
| Père Red God                                            | Nasrullah                                               | Mumtaz Begum                                            | Blenheim II                                             |
| Père Red God                                            | Nasrullah                                               | Mumtaz Begum                                            | Mumtaz Mahal                                            |
| Père Red God                                            | Spring Run                                              | Menow                                                   | Pharamond                                               |
| Père Red God                                            | Spring Run                                              | Menow                                                   | Alcibiades                                              |
| Père Red God                                            | Spring Run                                              | Boola Brook                                             | Bull Dog                                                |
| Père Red God                                            | Spring Run                                              | Boola Brook                                             | Brookdale                                               |
| Mère Runaway Bride                                      | Wild Risk                                               | Rialto                                                  | Rabelais                                                |
| Mère Runaway Bride                                      | Wild Risk                                               | Rialto                                                  | La Grêlée                                               |
| Mère Runaway Bride                                      | Wild Risk                                               | Wild Violet                                             | Blandford                                               |
| Mère Runaway Bride                                      | Wild Risk                                               | Wild Violet                                             | Wood Violet                                             |
| Mère Runaway Bride                                      | Aimée                                                   | Tudor Minstrel                                          | Owen Tudor                                              |
| Mère Runaway Bride                                      | Aimée                                                   | Tudor Minstrel                                          | Sansonnet                                               |
| Mère Runaway Bride                                      | Aimée                                                   | Emali                                                   | Umidwar                                                 |
| Mère Runaway Bride                                      | Aimée                                                   | Emali                                                   | Eclair (famille 22-d)                                   |